# Baltimore Orioles
Baltimore Orioles är en professionell basebollklubb i Baltimore i Maryland i USA som spelar i American League, en av de två ligorna i Major League Baseball (MLB). Klubbens hemmaarena är Oriole Park at Camden Yards.
Orioles hade sin storhetstid 1966–1983, då klubben vann World Series tre gånger och American League sex gånger.
Baltimore Orioles är den tredje klubben med det namnet inom MLB. 1882–1899 spelade en klubb med det namnet i American Association och National League och 1901–1902 spelade en annan klubb i American League, vilket är dagens New York Yankees.

## Historia

### Milwaukee Brewers (1894–1901)
Klubben grundades 1894 i Milwaukee i Wisconsin under namnet Milwaukee Brewers (inte att förväxla med dagens Milwaukee Brewers i National League). Det hade funnits flera föregångare som använt samma smeknamn, en som spelade i Union Association 1884 och en som spelade i American Association 1891. Klubben var en av åtta klubbar i en omstartad liga som hette Western League, där klubbarna kom från den amerikanska mellanvästern. Ligans starke man var Ban Johnson, som hade som mål att göra spelet i ligan mer ärligt med bättre domare och mer av en familjeatmosfär på matcherna. 1894 fanns det bara en så kallad major league, National League. Western League var en minor league, men Johnsons långsiktiga mål var att göra den till en major league.

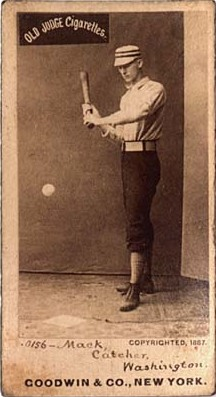
Connie Mack.

De första säsongerna gick dåligt för Brewers. Första året slutade klubben sist, året därefter sexa och tredje året återigen sexa. 1897 fick klubben en ny tränare och delägare, Connie Mack, som de tre föregående säsongerna hade varit spelande tränare för Pittsburgh Pirates i National League. Med Mack vid rodret vann klubben för första gången fler matcher än de förlorade, 85-51, och hamnade i den övre halvan av sluttabellen. 1898 gick det också bra, 82-57, och man kom trea efter att länge ha nosat på förstaplatsen. Året efter föll dock klubben till sjätte plats igen.
Inför 1900 års säsong skedde förändringar i ligan. Den bytte namn från Western League till American League för att markera att den inte bara var en angelägenhet för mellanvästern. Ett par nya klubbar etablerades i storstäder längre österut i USA, men ligan var fortfarande en minor league. Brewers slutade säsongen på andra plats, och detta blev Connie Macks fjärde och sista säsong som tränare. Året efter tränade han Philadelphia Athletics i American League, vilket han sedan fortsatte med i hela 50 år. Han valdes så småningom in i Hall of Fame. Ny tränare för Brewers blev Hugh Duffy, även han sedermera invald i Hall of Fame.
Inför 1901 års säsong utropade Ban Johnson American League till en major league i konkurrens med National League. Ytterligare fyra klubbar flyttades till storstäder längre österut, och för Brewers blev konkurrensen för svår. Klubben slutade sist efter att ha vunnit bara 48 matcher mot 89 förluster. Redan i säsongens första match mot Detroit Tigers gick det snett. Man förlorade med 13–14 efter att ha tillåtit Detroit att göra tio poäng i nionde och sista inningen. Först i säsongens sjätte match, mot Cleveland Bluebirds, lyckades man vinna klubbens första seger någonsin i major league-sammanhang. Under större delen av säsongen låg Brewers sist och gick även med förlust och efter säsongen flyttade Johnson klubben till St. Louis.
Under åren i Milwaukee spelade klubben i två olika arenor, Athletic Park 1894 och Lloyd Street Grounds 1895–1901.

### St. Louis Browns (1902–1953)

#### Populära men oftast dåliga
Efter flytten till St. Louis bytte klubben namn till St. Louis Browns. Smeknamnet Browns eller Brown Stockings hade tidigare använts av två klubbar i MLB, dels en klubb som spelade i National Association 1875 och i National League 1876–1877 och dels lokalkonkurrenten St. Louis Cardinals i National League, som hade använt det smeknamnet 1882–1898. Ny hemmaarena blev Sportsman's Park och ny tränare blev Jimmy McAleer. Tack vare flera aggressiva värvningar, varav flera från Cardinals, lyckades man gå från sista plats 1901 till andra plats 1902 med 78 vinster och 58 förluster. Framgången blev dock inte långlivad. De två följande säsongerna kom Browns sexa och året därefter åtta och sist med 54 vinster och 99 förluster. Trots detta gick klubben bra ekonomiskt. Cardinals var ännu sämre och Browns var den mest populära klubben i St. Louis. Till 1908 utökade man Sportsman's Parks publikkapacitet till 18 000 åskådare, en hög siffra på den tiden. Det året gick det också bättre på planen och man var med och slogs om ligatiteln ända in i september, men fick till slut nöja sig med fjärde plats. I publikligan kom klubben tvåa med sammanlagt 618 947 åskådare.

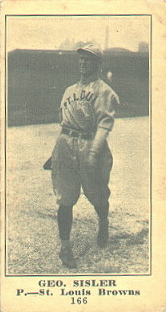
George Sisler.

Efter 1908 skulle det dröja ända till 1920 innan Browns kom så högt som fyra i ligan igen. McAleers sista säsong som tränare var 1909 och efter det bytte klubben tränare ofta som en följd av de dåliga resultaten – klubben förlorade till exempel över 100 matcher tre år i rad 1910–1912. En av tränarna, Branch Rickey, blev senare en mycket framgångsrik sportchef i MLB och är invald i Hall of Fame. Rickey var djupt religiös och vägrade delta i matcher på söndagar, så en av spelarna fick då ta över tränaruppgifterna. 1915 lockade Rickey George Sisler till klubben och Sisler skulle visa sig vara en mycket bra värvning. Från början spelade han en del som pitcher och outfielder, men det var som förstabasman han blev en superstjärna. "Gorgeous George", som han kallades, var en av de bästa slagmännen i MLB:s historia och var även duktig defensivt och bra på att stjäla baser.

#### Relativa framgångar
Browns hade några förhållandevis framgångsrika år i början av 1920-talet. Under sex säsonger 1920–1925 kom klubben fyra, trea, tvåa, femma, fyra och trea. George Sisler satte nytt MLB-rekord 1920 när han slog 257 hits under en säsong, ett rekord som stod sig i 84 år tills Ichiro Suzuki slog 262 hits 2004. När Browns kom tvåa 1922 var de bara en vinst efter ligamästarna New York Yankees och Sisler hade ännu en fantastisk säsong med ett slaggenomsnitt på 0,420 och 246 hits. En annan Browns-spelare, Ken Williams, blev den första i MLB:s historia att nå minst 30 homeruns och 30 stulna baser under samma säsong. Nästa spelare att lyckas med det var Willie Mays, men det dröjde till 1956. Browns vann 93 matcher 1922, den enda gång klubben nådde minst 90 vinster under sin tid i St. Louis. Även publikmässigt var 1922 den bästa säsongen i St. Louis med sammanlagt 712 918 åskådare. 1924–1926 var Sisler spelande tränare. Sett över hela karriären hade Sisler ett slaggenomsnitt på 0,340 och han valdes senare in i Hall of Fame.

#### Ökenvandring
1920 började även lokalkonkurrenten St. Louis Cardinals spela sina hemmamatcher i Browns arena Sportsman's Park. När den ena klubben var på resande fot och spelade bortamatcher spelade den andra hemma. Inför 1926 års säsong utökades publikkapaciteten till cirka 30 000 åskådare. De som drog mest nytta av detta var dock hyresgästerna Cardinals, som just 1926 vann World Series för första gången, vilket ledde till att Cardinals popularitet ökade på bekostnad av Browns. Hädanefter kunde inte Browns mäta sig med Cardinals publiksiffror i Sportsman's Park. Lågvattenmärket var 1935, när sammanlagt bara 80 922 åskådare kom till Browns 76 hemmamatcher, ett snitt på bara 1 065 åskådare per match. Även på planen var Cardinals överlägsna Browns. Medan Cardinals vann National League nio gånger från och med 1926 till och med 1946 hamnade Browns oftast på den nedre halvan i American League. Under 1930-talet förlorade klubben minst 90 matcher åtta av tio säsonger. Vissa år var extra dåliga; 1937 vann Browns bara 46 matcher och förlorade 108 och två år senare gick det ännu sämre med 43 vinster och 111 förluster.

#### Framgångar under kriget
Inför 1942 års säsong fanns planer på att flytta klubben till Los Angeles och därmed bli den första MLB-klubben på USA:s västkust. Dagen före mötet där man skulle besluta om detta utfördes dock attacken mot Pearl Harbor och planerna skrotades. 1942 blev ändå ett framgångsrikt år för klubben. En bit in i 1941 års säsong hade man fått en ny tränare, Luke Sewell, som genast hade satt sin prägel på klubben och börjat inpränta en vinnarmentalitet i spelarna. Flera spelare som varit med om de dåliga åren såldes eller byttes bort. 1942 vann Browns 82 matcher och förlorade 69 och kom trea i American League. Det gick lite sämre 1943, men 1944 vann Browns mycket överraskande American League för första och enda gången under sin tid i St. Louis. Alla andra klubbar i MLB hade vid den här tiden vunnit sin liga åtminstone en gång.
Precis som för alla andra klubbar under andra världskriget var spelarsituationen kaotisk inför säsongen med spelare som blev inkallade till krigstjänstgöring eller tog arbeten i krigsindustrin och Sewell tvingades använda många oprövade spelare (rookies) samtidigt som andra var spelare som andra klubbar hade släppt och några var kända som riktiga festprissar. Spelarna var inte väl förberedda inför säsongsstarten och det var inte många som trodde att Browns skulle kunna utmana om ligatiteln. Säsongen började dock på bästa tänkbara sätt. Browns vann de nio första matcherna, vilket var nytt rekord för American League och tangerat rekord för MLB. Browns avslutade grundserien minst lika bra genom att vinna elva av de tolv sista matcherna, varav de fyra sista i rad mot New York Yankees. Med bara en match kvar var klubben lika med Detroit Tigers, men eftersom Tigers förlorade mot Washington Senators med 1–4 och Browns vann mot Yankees med 5–2 var det Browns som blev ligamästare med en vinsts marginal, efter 89 vinster och 65 förluster. Flera journalister ansåg att det var den mest dramatiska upplösningen i MLB:s historia.
Efter ligasegern var det dags för klubbens första World Series. Motståndare var lokalkonkurrenten och storfavoriten St. Louis Cardinals, som hade vunnit National League och skulle spela sin tredje World Series i rad. Detta ledde till ett problem för klubbarnas tränare. Under säsongen hade de och deras fruar nämligen delat en och samma lägenhet, vilket gick bra eftersom klubbarna aldrig var i St. Louis samtidigt då de hade samma hemmaarena. Nu var frågan vem som skulle bo i lägenheten under World Series. Cardinals tränare lät Sewell bo där och de båda männen var så goda vänner att de åkte från matcherna i World Series i samma bil.
1944 var åttonde gången i World Series-historien som båda klubbarna kom från samma stad, det hade hänt i Chicago 1906 och i New York 1921–1923, 1936–1937 och 1941. Matchserien kallades Streetcar Series eftersom Sportsman's Park låg vid en av stadens huvudgator som hade en viktig spårvagnslinje. Browns vann första matchen med 2–1 men Cardinals vann den andra med 3–2 i elfte inningen. Browns vann match tre med 6–2 men därefter vann Cardinals tre raka matcher med 5–1, 2–0 och 3–1, och därmed hela World Series med 4–2 i matcher.

#### Nedgång och flytt

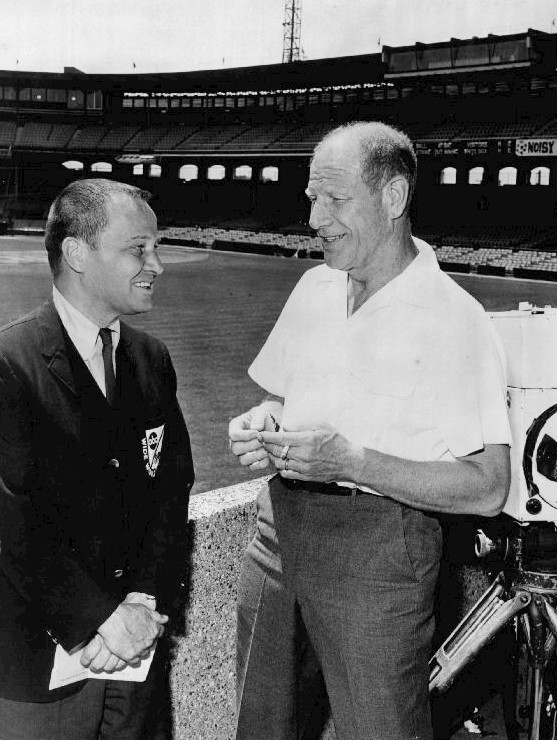
Bill Veeck (till höger).

Året efter World Series spelade Browns bra och kom trea med 81 vinster och 70 förluster, men därefter kom de aldrig bättre än sexa. Tre gånger 1946–1953 förlorade Browns minst 100 matcher. 1951 fick klubben en ny ägare, Bill Veeck, som försökte locka publik på alla möjliga sätt, bland annat skrev han kontrakt med den 45-årige pitchern Satchel Paige och även med den kortväxta (109 cm) spelaren Eddie Gaedel, som fick en walk i sin karriärs enda plate appearance i augusti 1951. Året efter försökte Veeck flytta klubben till Los Angeles, men de andra klubbägarna sade nej, dels eftersom de ogillade Veecks alla påfund som de ansåg förlöjligade sporten och dels eftersom en klubb på västkusten skulle innebära för långa resor för de andra klubbarna.
1953 blev den sista säsongen för klubben i St. Louis. Inför säsongen köptes lokalkonkurrenten St. Louis Cardinals av bryggerikoncernen Anheuser-Busch och Veeck insåg att det aldrig skulle gå att konkurrera med företagets enorma resurser. Först sålde han Sportsman's Park till Cardinals, som bytte namn på arenan till Busch Stadium, och därefter kom han överens med intressenter i Baltimore att flytta klubben dit. De andra klubbägarna vägrade att gå med på flytten om inte Veeck sålde klubben först. När han till slut gick med på att göra det godkändes flytten. Den 27 september 1953 spelade Browns sin sista match, hemma mot Chicago White Sox inför bara 3 174 åskådare. Passande nog förlorade man och slutade åtta och sist i American League med 54 vinster och 100 förluster.

### Baltimore Orioles (1954–)

#### En efterlängtad klubb
Efter flytten till Baltimore bytte klubben namn till Baltimore Orioles. Baltimore Oriole är det engelska namnet på fågeln baltimoretrupial, som är Marylands delstatsfågel. Den första klubben med namnet Baltimore Orioles spelade 1882–1891 i American Association och 1892–1899 i National League. 1901–1902 spelade en klubb med samma namn i American League, men den flyttade därefter till New York och blev dagens New York Yankees. Efter den senare klubbens flytt bildades genast ytterligare en klubb med samma namn, som började spela i en minor league som i dag heter International League. Det var för övrigt i denna klubb som legendaren Babe Ruth gjorde sin proffsdebut 1914 innan han såldes till Boston Red Sox. Med ett kortare avbrott i mitten av 1910-talet spelade en klubb med namnet Baltimore Orioles i International League ända fram till 1953, men när St. Louis Browns flyttades till staden fanns det inte plats för någon minor league-klubb och den flyttades.
Den nya klubben var efterlängtad i Baltimore, som inte haft en major league-klubb sedan 1902. Inför den första matchen kantade cirka 350 000 personer gatorna när spelarna gick i en parad genom staden till hemmaarenan Memorial Stadium. Publikmässigt var också den första säsongen en succé. Sammanlagt kom 1 060 910 åskådare till hemmamatcherna, att jämföra med 297 238 åskådare sista året i St. Louis. På planen var det en annan historia. Eftersom det i stort sett var samma spelare som föregående år blev resultatet lika illa som då, 54 vinster och 100 förluster, och klubben kom sjua och näst sist i American League. Året efter utsågs Paul Richards till både tränare och sportchef och han kom att leda klubben i nästan sju säsonger. Han såg till att klubben blev mer professionellt organiserad och det var under hans tid som bland andra tredjebasmannen Brooks Robinson kom till klubben.
Till 1957 hade man förbättrat sig så pass mycket att man vann lika många matcher som man förlorade, 76-76. 1960 gick det ännu bättre, 89-65, och man kom tvåa efter New York Yankees. Året efter, när spelschemat utökats från 154 till 162 matcher eftersom två nya klubbar tillkommit, vann Orioles 95 matcher och förlorade 67, men kom trots detta bara trea. Den säsongen hade Jim Gentile 46 homeruns och 141 RBI:s (inslagna poäng) och Brooks Robinson vann för andra året i rad en Gold Glove Award för sitt defensiva spel vid tredje bas. Han skulle komma att vinna 14 till de nästkommande 14 åren.

#### Storhetstiden inleds

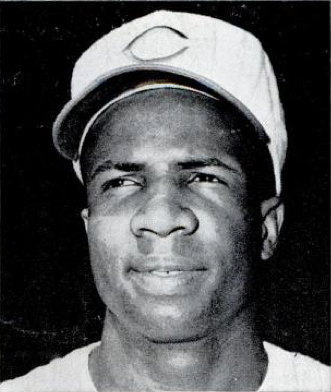
Frank Robinson.

1960–1965 hade Orioles bara en säsong där de förlorade fler matcher än de vann, men det var 1966 som den stora framgången kom i form av klubbens andra ligaseger, efter 97 vinster och 63 förluster, och första World Series-titel. Framgångarna byggdes till stor del på bra pitching och bra defensivt spel, men viktig för World Series-triumfen var också en bytesaffär i december 1965 då Orioles bytte till sig Frank Robinson från Cincinnati Reds, en bytesaffär som betraktas som en av de bästa i MLB:s historia. Den 30-årige Robinson var känd för att slå många homeruns och det gjorde han verkligen 1966. Han slog 49 stycken, flest i American League. Han ledde även ligan i kategorierna poäng (122), RBI:s (122), slaggenomsnitt (0,316), on-base % (0,410) och slugging % (0,637) och vann efter säsongen ligans MVP Award. Genom att ha högst slaggenomsnitt samt flest homeruns och RBI:s vann han även Triple Crown. Även andra spelare slog många homeruns. Brooks Robinson slog 23 stycken och hade 100 RBI:s och Boog Powell slog 34 med 109 RBI:s. En 21-årig pitcher vid namn Jim Palmer gjorde samma år sin första hela säsong för klubben och gjorde 30 starter, där han var 15-10 (15 vinster och tio förluster) med en earned run average (ERA) på 3,46. Flera startande pitchers drabbades av skador under säsongen, så avbytarna (relievers) spelade också en viktig roll.
Mycket på grund av dessa skador ansågs Orioles motståndare i World Series, Los Angeles Dodgers, som favoriter. Dodgers hade bland andra stjärnpitchern Sandy Koufax. Orioles chockade dock alla genom att vinna fyra raka matcher och därmed titeln, framför allt tack vare utmärkt pitching. Första matchen vanns med 5–2 efter att Moe Drabowsky kommit in och bara tillåtit en hit på 6,2 innings pitched med elva strikeouts. I den andra matchen blev det 6–0 efter att Jim Palmer pitchat hela matchen, en shutout, och bara tillåtit fyra hits. I match nummer tre pitchade Wally Bunker också en shutout och tillät bara sex hits när Orioles vann med 1–0. Den fjärde matchen var i stort sett en kopia av den tredje. Denna gång var det Dave McNally som stod för en shutout och bara tillät fyra hits när Orioles återigen vann med 1–0. Dodgers gjorde bara två poäng i hela matchserien, och de kom i de tre första inningarna i den första matchen. Orioles pitchers höll därefter nollan i 33 raka inningar.
1967 kom Orioles bara sexa i ligan, mycket tack vare skador. En bit in på 1968 års säsong, då man till slut kom tvåa, anlitade man en ny tränare vid namn Earl Weaver, som kom att stanna i den rollen till och med 1982. Under denna tid vann klubben fyra ligatitlar, varav tre i rad 1969–1971, och en World Series-titel 1970. Under alla dessa säsonger vann Orioles fler matcher än de förlorade.

#### Kulmen nås
1969 vann klubben för andra gången på fyra år American League efter hela 109 vinster, nytt klubbrekord, mot bara 53 förluster. Klubben hade samma stomme som 1966 med Frank Robinson, Brooks Robinson, Boog Powell, Jim Palmer och Dave McNally samt nya pitchern Mike Cuellar, som efter säsongen var en av två pitchers som fick dela på American Leagues Cy Young Award, priset till ligans bästa pitcher. För första gången i American Leagues historia delades ligan denna säsong in i divisioner och Orioles hamnade i East Division, som bestod av sex klubbar. I slutspelet fick Orioles först möta vinnaren av West Division, Minnesota Twins, i en nyinstiftad final i American League kallad American League Championship Series (ALCS). Twins besegrades med 3–0 i matcher efter några sena avgöranden och därefter var det dags för World Series, denna gång mot New York Mets. Orioles var storfavoriter och det började bra med seger i första matchen med 4–1 efter en fin insats av Mike Cuellar, som pitchade hela matchen och bara tillät sex hits. Nästa match blev en nagelbitare som stod 1–1 inför nionde och sista inningen. Då lyckades Mets göra en poäng medan Orioles misslyckades trots att två man tog sig ut på bas. Jim Palmer startade match tre, men Orioles kunde inte göra poäng mot Mets pitchers, varav en var Nolan Ryan, och matchen slutade 5–0 till Mets. Mets centerfielder Tommie Agee slog en homerun och räddade flera poäng genom ett par spektakulära defensiva aktioner. Även den fjärde matchen blev jämn och det stod 1–1 efter nio inningar. I botten av tionde inningen kunde Mets göra 2–1 tack vare en error av Orioles pitcher Pete Richert. Orioles var tvungna att vinna match fem, och de tog ledningen med 3–0. I sjätte inningen träffades Mets slagman Cleon Jones på skon av en pitch, men det var först sedan domaren sett skokräm på bollen som han insåg det och Jones fick gå till första bas på en hit by pitch. Donn Clendenon slog omedelbart därefter en homerun och Orioles ledning hade krympt till 3–2. I nästa inning gjorde Mets 3–3 och i åttonde inningen ledde två doubles av Mets och två errors av Orioles till ytterligare två poäng för Mets. Det blev inga fler poäng i matchen och "Miracle Mets" var World Champions efter en av de största överraskningarna i World Series historia.
1970, med i stort sett samma lag som året innan, vann Orioles 108 matcher och förlorade 54. Mike Cuellar, Dave McNally och Jim Palmer vann alla minst 20 matcher medan Boog Powell var bäst offensivt med 35 homeruns och 114 RBI:s. Powell vann efter säsongen American Leagues MVP Award. Orioles vann för andra året i rad East Division och i ALCS mötte man återigen Minnesota Twins. Resultatet blev samma som 1969, 3–0 i matcher. I World Series stod Cincinnati Reds för motståndet och matchseriens stora stjärna, både offensivt och defensivt, blev Brooks Robinson. I första matchens sjätte inning, vid ställningen 3–3, stoppade han ett hårt slag längs tredjebaslinjen och brände slagmannen med ett stenhårt kast. Senare i samma inning brände Orioles catcher Elrod Hendricks en Reds-spelare som var på väg att göra poäng genom en så kallad tag, trots att den egentligen inte borde ha godkänts eftersom Hendricks hade bollen i fel hand när han gjorde det. I nästa inning slog Brooks Robinson en enpoängs-homerun och sedan blev det inte fler poäng. I match två låg Orioles under med 0–4, men vände och vann med 6–5 tack vare en homerun av Boog Powell i fjärde inningen och ytterligare fem poäng i femte. Dave McNally startade match tre, men det var med slagträt pitchern gjorde mest skada med en grand slam homerun i sjätte inningen när Orioles vann med 9–3. Reds lyckades sedan vinna den fjärde matchen med 6–5 tack vare en trepoängs-homerun i åttonde inningen. I femte matchen gjorde Reds tre poäng i första inningen, men därefter höll Mike Cuellar nollan medan Orioles gjorde nio poäng. Klubbens andra World Series-titel var ett faktum med 4–1 i matcher. Brooks Robinsons slaggenomsnitt i World Series var 0,429, han slog rekord i total bases (17), tangerade rekordet i hits i en match (fyra) och tangerade rekordet i hits i en World Series med fem matcher (nio).
Orioles hade även 1971 samma tongivande spelare som föregående år. Mike Cuellar, Dave McNally och Jim Palmer vann återigen minst 20 matcher, men nyförvärvet Pat Dobson ville inte vara sämre och nådde även han det antalet. Orioles vann för tredje året i rad East Division efter 101 vinster och 57 förluster. I ALCS slog man ut Oakland Athletics med 3–0 i matcher och i klubbens tredje raka World Series mötte man Pittsburgh Pirates, som hade storstjärnan Roberto Clemente. Dave McNally var briljant i match ett. Han pitchade hela matchen och tillät bara tre hits och inga "förtjänta" poäng (earned runs) i Orioles seger med 5–3. Match två vanns lätt av Orioles med 11–3, men nästa tre matcher spelades i Pittsburgh och Pirates vann alla tre. Den tredje matchen slutade 1–5 efter en mycket bra match av Pirates pitcher Steve Blass, som bara tillät tre hits på hela matchen. Match fyra var den första kvällsmatchen i World Series historia, och Pirates vann den jämna tillställningen med 4–3 trots att Orioles gjorde tre poäng i första inningen. I femte matchen var Orioles chanslösa, 0–4, mot Pirates pitcher Nelson Briles, som pitchade en shutout där Orioles bara mäktade med två hits. Match sex spelades i Baltimore och äntligen lyckades Orioles vinna, men det satt hårt inne. Efter nio inningar stod det 2–2, men i botten av tionde inningen slog Brooks Robinson in Frank Robinson med en sacrifice fly och Orioles vann med 3–2. I den sjunde och avgörande matchen startade Mike Cuellar för Orioles och gjorde det bra. Han tillät bara fyra hits och två poäng på åtta inningar, men problemet var att Pirates pitcher Steve Blass var ännu bättre. Blass höll nollan till den åttonde inningen då Orioles gjorde en poäng, men i nionde inningen brände han Orioles tre slagmän i följd och matchen slutade 2–1 till Pirates, som vann World Series med 4–3 i matcher.
Efter säsongen bytte Orioles bort Frank Robinson till Los Angeles Dodgers, men hans bidrag till klubbens framgångar gjorde att klubben senare bestämde att ingen mer får använda hans tröjnummer 20.

#### Storhetstiden fortsätter
Efter ett mellanår 1972 vann Orioles East Division igen 1973. Lagets stjärna var Jim Palmer, som vann 22 matcher och hade en ERA på 2,40, lägst i American League. Han vann det året sin första Cy Young Award. Orioles vann 97 matcher och förlorade 65, och i ALCS fick man möta Oakland Athletics, som var regerande World Champions. Efter de första fyra matcherna stod det 2–2, men i femte och avgörande matchen blev Orioles nollade av Athletics pitcher Catfish Hunter.
1974 vann Orioles 91 matcher och förlorade 71, vilket räckte till en seger i East Division för femte gången på sex säsonger. Orioles kämpade med New York Yankees hela säsongen, och tre segrar i rad mot dem på bortaplan mot slutet av säsongen spelade en stor roll i Orioles seger. I ALCS mötte man för andra året i rad Oakland Athletics, och utgången blev densamma. Även om Orioles vann första matchen var det Athletics som gick vidare, denna gång med 3–1 i matcher, och de vann senare sin tredje World Series-titel i rad.
De nästföljande tre säsongerna kom Orioles tvåa i East Division. De två första av dessa säsonger vann Jim Palmer Cy Young Award efter 23 respektive 22 vinster. 1976 spelade Reggie Jackson för klubben, men han var missnöjd och gick året efter till Yankees. 1977 var Brooks Robinsons 23:e och sista säsong i Orioles-tröjan. Hans tröjnummer 5 pensionerades senare av klubben. 1977 tändes dock en ny stjärna när Eddie Murray spelade så bra under sin debutsäsong att han vann American Leagues Rookie of the Year Award.
Orioles återtog tronen i American League 1979. Endast Jim Palmer fanns kvar från förra mästartruppen 1971, men det var Mike Flanagan som var lagets bästa pitcher. Han vann 23 matcher och hade en ERA på 3,08, vilket var tillräckligt bra för att vinna Cy Young Award. Offensivt var de bästa spelarna Ken Singleton och Eddie Murray. I grundserien vann Orioles 102 matcher mot 57 förluster, och efter att ha vunnit East Division besegrade man California Angels i ALCS med 3–1 i matcher. World Series var en repris av 1971 med Orioles mot Pittsburgh Pirates, som hade National Leagues MVP Willie Stargell i laget. Orioles inledde starkt och gjorde fem poäng i första inningen i match ett. Mike Flanagan, som pitchade hela matchen, höll undan och Orioles vann med 5–4. Match två var en jämn historia som avgjordes i nionde inningen där Pirates gjorde en poäng och vann med 3–2. Den tredje matchen avgjordes i fjärde inningen där Orioles gjorde fem poäng och de vann till slut med 8–4. Kiko Garcia hade fyra hits och fyra RBI:s. Orioles låg länge under i match fyra, men sex poäng i åttonde inningen avgjorde saken och slutsiffrorna blev 9–6. Nu behövde Orioles bara vinna en match till för att bli World Champions, men Orioles slagträn tystnade och Pirates lyckades vända matchserien. Först blev det 1–7 i den femte matchen efter att Orioles bara mäktat med sex hits, och sedan blev Orioles nollade av Pirates pitchers i match sex som slutade 0–4. I den sjunde och avgörande matchen gjorde Orioles bara en poäng medan Pirates gjorde fyra, bland annat efter en tvåpoängs-homerun av Willie Stargell. Pirates blev därmed den fjärde klubben i World Series historia att vända ett underläge med 1–3 i matcher.

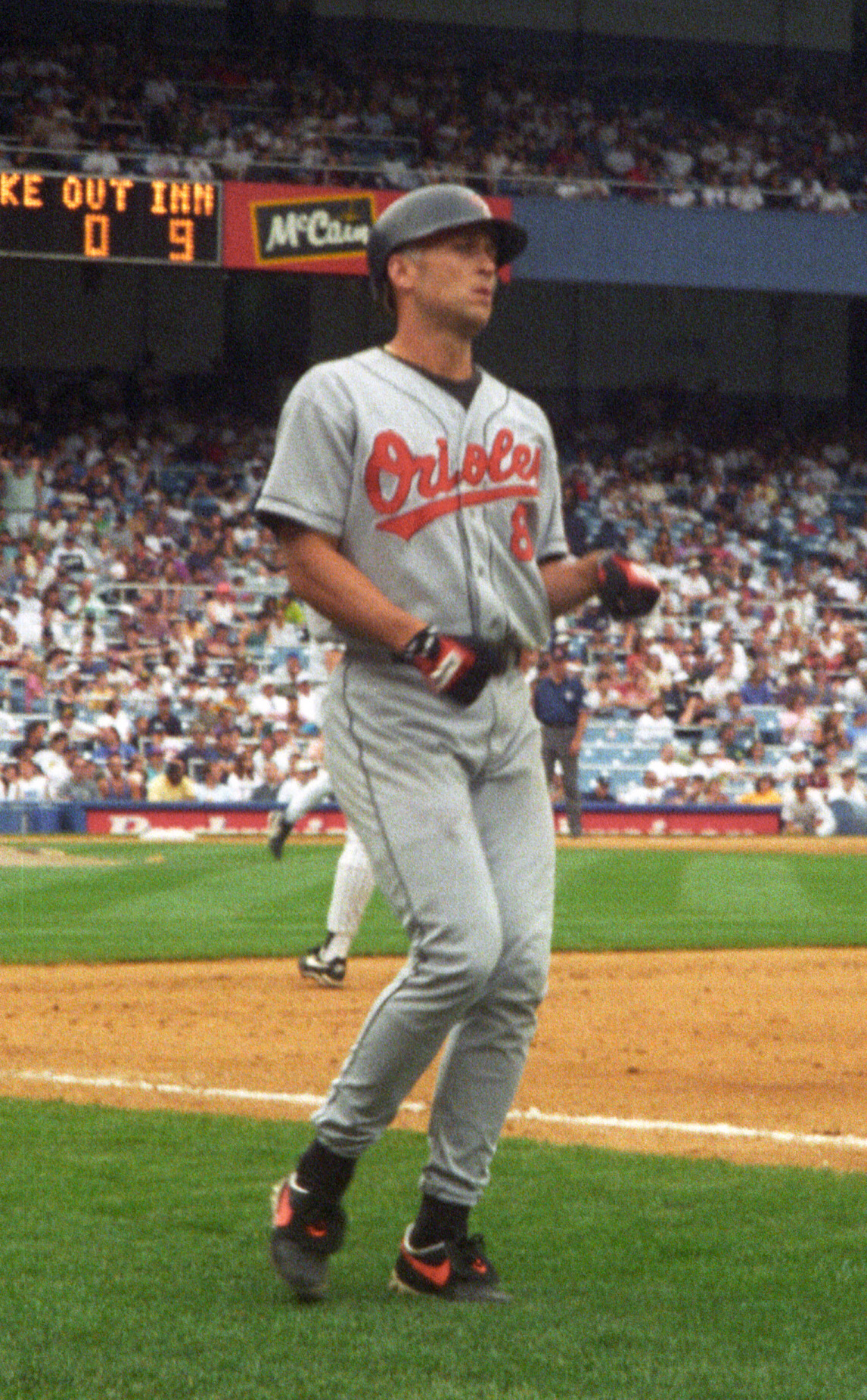
Cal Ripken Jr.

Orioles fortsatte att spela bra och kom tvåa i East Division nästa tre säsonger. 1980 vann klubben 100 matcher och pitchern Steve Stone vann Cy Young Award efter att ha varit 25-7. 1981 debuterade Cal Ripken Jr, men det var 1982 som han fick sitt stora genombrott och vann Rookie of the Year Award. När han inte var med i en match den 29 maj det året var det ingen som anade att han inte skulle missa en enda match de följande 16 åren (se nedan). Avslutningen av 1982 års säsong blev dramatisk. Inför sista matchen delade Orioles och motståndarna Milwaukee Brewers förstaplatsen i East Division. Brewers och deras stjärnspelare och American Leagues MVP Robin Yount blev dock för svåra. Efter säsongen slutade Earl Weaver sin drygt 14-åriga och framgångsrika sejour som tränare.
1983 var sista året under klubbens storhetstid. Man gick då under nya tränaren Joe Altobelli hela vägen och vann World Series för tredje gången. De stora stjärnorna var Cal Ripken Jr, som utsågs till American Leagues MVP, och Eddie Murray. Orioles överkom skador på bland andra Jim Palmer och Mike Flanagan och lyckades vinna 98 matcher och därmed East Division. I ALCS besegrade man Chicago White Sox med 3–1 i matcher efter att ha förlorat den första matchen. Philadelphia Phillies var Orioles motståndare i World Series, och även här blev det förlust i första matchen, 1–2. Sedan vann Orioles fyra raka matcher. I match två blev det seger med 4–1 när Mike Boddicker pitchade hela matchen och bara tillät tre hits för Phillies. Jim Palmer vann match tre när han kom in som avbytare i karriärens sista slutspelsmatch, vilken Orioles vann med 3–2. Ledningen växlade flera gånger i match fyra, men det var Orioles som stod som segrare med 5–4. Orioles säkrade segern i World Series i femte matchen, som man vann med 5–0, där Scott McGregor pitchade en shutout där han bara tillät fem hits och Eddie Murray slog två homeruns.

#### Efter storhetstiden
Orioles spelade inte dåligt de närmast följande åren – 1985 var 18:e säsongen i rad som Orioles vann fler matcher än de förlorade – men 1984–1988 vann klubben färre matcher för varje år och som sämst 1988 vann man bara 54 matcher och förlorade 107. 1984 gjorde Jim Palmer sin 19:e och sista säsong för klubben och 1985–1986 gjorde Earl Weaver en misslyckad comeback som tränare. Båda dessas tröjnummer, 22 respektive 4, har sedermera pensionerats av Orioles. Den katastrofala säsongen 1988 inleddes med 21 raka förluster, vilket var den sämsta säsongsinledningen i MLB:s historia och den längsta förlustsviten över huvud taget i American Leagues historia. Den förre storspelaren Frank Robinson tog över som tränare efter de sex första förlusterna och stannade en bit in på 1991 års säsong. 1988 var Eddie Murrays tolfte och sista i klubben (förutom en kortare återkomst 1996), och även hans tröjnummer 33 har pensionerats av Orioles.
1989 överraskade Orioles och kämpade med Toronto Blue Jays om divisionssegern ända in i slutet, men ett par jämna förluster mot Blue Jays i säsongsavslutningen blev Orioles olycka och man fick nöja sig med andra plats. 1991, som var klubbens sista i Memorial Stadium, vann Orioles bara 67 matcher och förlorade 95, men trots det vann Cal Ripken Jr American Leagues MVP Award efter en mycket bra säsong med ett slaggenomsnitt på 0,323, 34 homeruns och 114 RBI:s. Pitchern Mike Mussina debuterade samma år i den första av tio säsonger för klubben. Han valdes senare in i Hall of Fame.

#### Ny arena, nya framgångar

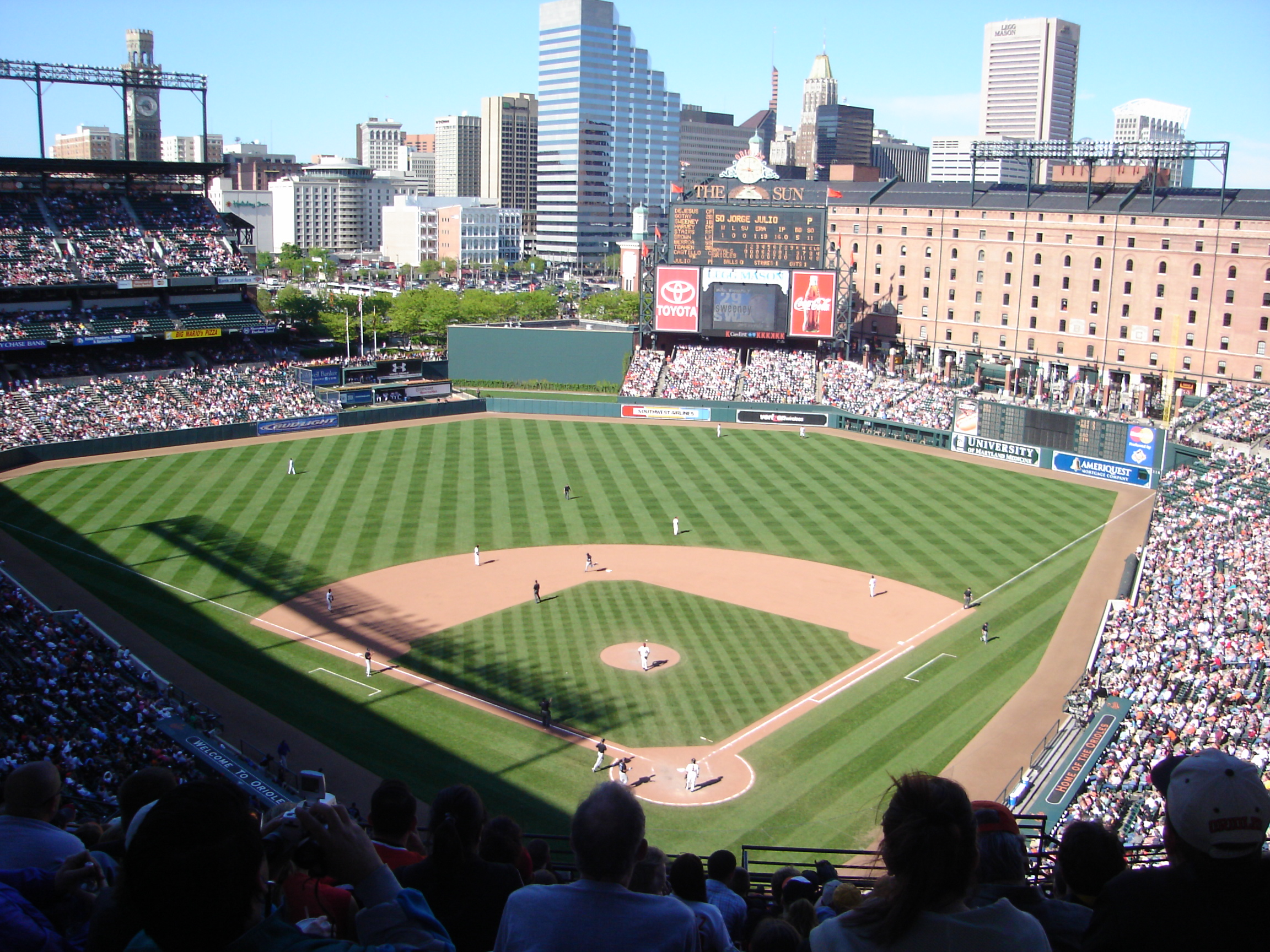
Oriole Park at Camden Yards.

1992 inleddes en ny era när Orioles invigde sin nya hemmaarena Oriole Park at Camden Yards och publiken strömmade till som aldrig förr. Sammanlagt 3 567 819 åskådare kom till de 81 hemmamatcherna, vilket innebar ett snitt på 44 047 och andra plats i American Leagues publikliga. Sista året i Memorial Stadium kom sammanlagt 2 552 753, ett snitt på 31 515. Andra och tredje säsongerna i nya arenan ökade publiksnittet ytterligare tills det nådde sin högsta nivå 1994 på 46 097. De fyra därpå följande åren var snittet något lägre, men Orioles kom ändå etta i publikligan alla fyra åren.
Även på planen gick det bra och klubben kom aldrig sämre än trea i East Division de första sex säsongerna i nya arenan. 1993 fick klubben nya ägare när Peter Angelos ledde en grupp som köpte klubben för rekordsumman 173 miljoner dollar. I gruppen ingick även författaren Tom Clancy. 1994 låg Orioles tvåa när säsongen avbröts i förtid på grund av en spelarstrejk. Strejken pågick fortfarande när försäsongsträningen inleddes 1995 och alla klubbar utom Orioles använde ersättningsspelare i träningsmatcherna. Angelos vägrade eftersom han inte ville att Cal Ripken Jr:s långa svit utan att missa en enda match, som inleddes 1982, skulle avbrytas. Just innan den förkortade säsongen skulle inledas avslutades strejken och det blev aldrig några officiella matcher med ersättningsspelare.

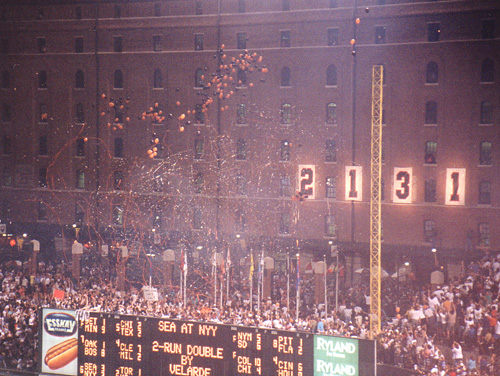
Hyllningar efter Cal Ripken Jr:s 2 131:a raka match.

1995 var Orioles inget topplag, men klubben fick ändå enorm uppmärksamhet ju närmare Cal Ripken Jr kom Hall of Fame-medlemmen Lou Gehrigs rekord, av många ansett som oslagbart, på 2 130 spelade matcher i följd. På hemmaplan tangerade Ripken rekordet den 5 september och slog det den 6 september i en match som bevistades av bland andra USA:s president Bill Clinton och vicepresidenten Al Gore samt Hall of Fame-medlemmen Joe DiMaggio. När rekordet var slaget, efter toppen av femte inningen, ville hyllningarna aldrig ta slut och Ripken sprang ett ärevarv runt planen där han kramades om av både domare och motståndare. Spelavbrottet varade över 20 minuter. Händelsen bidrog till att mildra den tidigare strejkens negativa effekter på basebollens popularitet i USA.
Orioles hade en ny tränare 1996, Davey Johnson, och gick den säsongen till slutspel för första gången sedan 1983. Klubben blev bästa tvåa i American League, som sedan 1994 bestod av tre divisioner, och gick därmed vidare som wild card. Eddie Murray kom tillbaka till klubben och slog sin 500:e homerun i karriären. Orioles slog över huvud taget många homeruns och satte nytt MLB-rekord med 257 stycken under säsongen. Flest slog Brady Anderson (50) och Rafael Palmeiro (39) och hela sju spelare slog minst 20 homeruns, även det ett MLB-rekord. I den nyinstiftade semifinalen i American League kallad American League Division Series (ALDS) vann man med 3–1 i matcher över Cleveland Indians och i ALCS väntade New York Yankees. Den första matchen blev berömd på grund av en situation i botten av den åttonde inningen när Orioles ledde med 4–3. Yankees Derek Jeter slog en lång och hög boll mot right field, och just när Orioles Tony Tarasco skulle fånga en lyra och därmed bränna Jeter sträckte en ung Yankees-supporter ut sin handske och bollen hamnade i stället på läktaren. Domaren dömde felaktigt det hela som en homerun och Yankees hade kvitterat till 4–4. Yankees vann till slut matchen med 5–4 efter förlängning. Orioles vann match två med 5–3, men sedan vann Yankees tre raka matcher i Baltimore och gick vidare till World Series.
1997 kom första divisionssegern sedan 1983. Under grundserien vann Orioles 98 matcher och förlorade 64 och låg etta från första till sista matchen. Bäst offensivt var Rafael Palmeiro och fem olika pitchers vann åtminstone tio matcher. I ALDS slog Orioles ut Seattle Mariners och Randy Johnson med 3–1 i matcher. I ALCS väntade Cleveland Indians, men den här gången var det Indians som drog det längsta strået. Orioles vann i och för sig den första matchen och ledde den andra, men då slog Indians en homerun som vände matchen. Mike Mussina pitchade strålande i match tre, men Orioles förlorade efter förlängning. Efter varsin ytterligare seger var Mussina superb igen i match sex, men Orioles förlorade återigen efter förlängning och därmed matchserien med 2–4 i matcher.

#### 14 års formsvacka
Efter 1997 slutade tränaren Johnson efter en konflikt med klubbens ägare Peter Angelos. Detta var början på en lång kräftgång för klubben och det skulle dröja till 2012 innan klubben nästa gång vann fler matcher än de förlorade. Under denna tidsperiod svek också publiken och hemmasnittet föll från 45 816 åskådare 1997 till 21 672 åskådare 2011.
1998 hade Orioles den dittills högsta lönesumman i MLB:s historia, 74,3 miljoner dollar, men spelet hackade och säsongen utmärktes mest av att Cal Ripken Jr den 20 september, i säsongens sista hemmamatch, överraskande bänkade sig själv. Därmed tog hans långa oavbrutna matchsvit som startade 1982 slut efter ofattbara 2 632 matcher, 502 matcher längre än det tidigare rekordet. Under försäsongen 1999 åkte Orioles som första amerikanska klubb sedan kubanska revolutionen till Kuba och mötte ett all star-lag i en mycket uppmärksammad match. Orioles vann med 3–2 efter förlängning. Drygt en månad senare tog Orioles emot kubanerna i Baltimore, men då vann gästerna med 12–6. 2000 stod åter Cal Ripken Jr i centrum, denna gång eftersom han nådde milstolpen 3 000 hits som den 24:e spelaren i MLB:s historia. 2001 var ännu en dålig säsong där Orioles bara vann 63 matcher och förlorade 98. Det var också Cal Ripken Jr:s 21:a och sista säsong för klubben. Hans tröjnummer 8 pensionerades i samband med hans sista match.
Första året utan Cal Ripken Jr gick bra ända fram till slutet av augusti, då Orioles hade vunnit 63 matcher och förlorat lika många. Därefter gick spelet fullständigt i baklås och man vann bara fyra av de återstående 36 matcherna. Året efter kom Orioles fyra och näst sist i East Division för sjätte året i rad. 2004 hade den nya spelaren Miguel Tejada en bra säsong och hade 150 RBI:s, flest i MLB, och klubben gjorde en liten uppryckning till tredje plats med 78 vinster och 84 förluster. Därefter gick det sämre och sämre till och med 2009, då Orioles bara hade 64 vinster mot 98 förluster. Den enda ljusglimten var 2005, då klubben ledde East Division i slutet av juni efter att ha vunnit 42 av de första 70 matcherna, varefter man föll ihop efter bland annat en dopningsavstängning på Rafael Palmeiro. Samme Palmeiro nådde tidigare under den säsongen milstolpen 3 000 hits som den 26:e spelaren i MLB:s historia. 2007 förlorade Orioles en match mot Texas Rangers med 3–30. Antalet insläppta poäng var nytt bottenrekord i American Leagues historia och den högsta siffran i MLB sedan 1897. Inför 2008 bytte Orioles bort sina två bästa spelare mot unga talanger och klubben kom då sist i East Division för första gången på 20 år. I slutet av 2010 års säsong anställdes Buck Showalter som tränare och resten av säsongen spelade Orioles bra (34 vinster och 23 förluster), men både den säsongen och nästa kom klubben sist i East Division. I sista matchen 2011 vände Orioles ett underläge inför sista inningen mot Boston Red Sox och vann med 4–3 samtidigt som Tampa Bay Rays slog New York Yankees efter att ha legat under med sju poäng i matchen. Rays gick därmed till slutspel på Red Sox bekostnad i en av de mest dramatiska säsongsavslutningarna i American Leagues historia.

#### Återkomst i slutspel

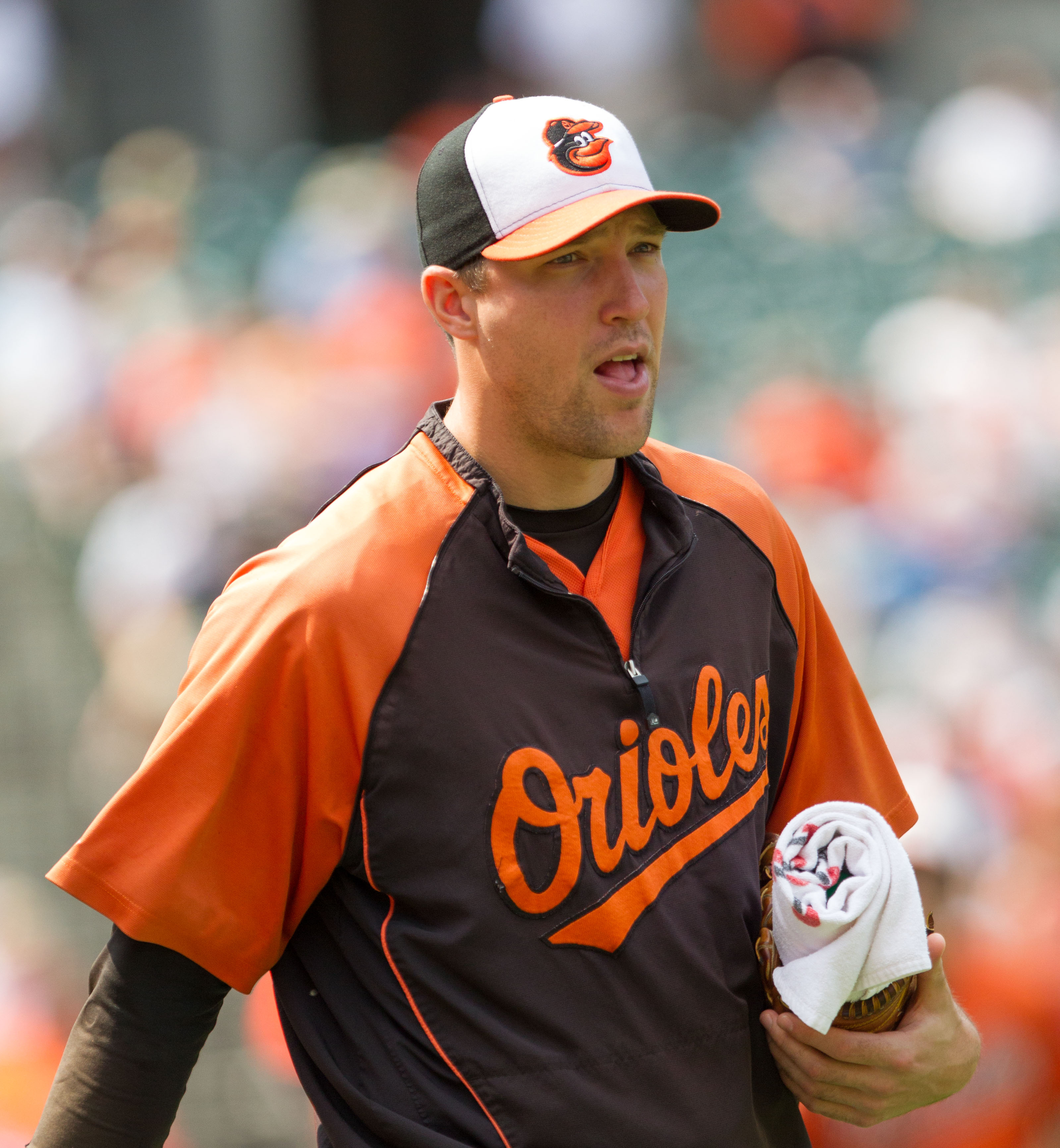
Jim Johnson.

Efter 14 raka säsonger med fler förluster än vinster och fyra raka sistaplatser i East Division var förväntningarna låga inför 2012. Orioles överraskade dock alla och tog sig till slutspel för första gången sedan 1997. 93 vinster och 69 förluster gav en andraplats i East Division och Orioles var en av de två bästa klubbarna i American League förutom de tre divisionssegrarna, och gick därmed vidare som en av två wild card-klubbar. Att inte en utan två wild cards delades ut var nytt för 2012 och dessa båda klubbar möttes först i en nyinstiftad match kallad American League Wild Card Game (ALWC). Orioles vann matchen mot Texas Rangers med 5–1 på bortaplan och gick därmed vidare till ALDS mot New York Yankees. Efter att Orioles och Yankees vunnit varsin match blev den tredje matchen högdramatisk. Orioles ledde med 2–1 inför botten av den nionde inningen, men Raúl Ibañez slog en homerun mot Orioles closer Jim Johnson och så var det 2–2 och förlängning. I botten av tolfte inningen slog Ibañez ännu en homerun och Yankees vann med 3–2. Även match fyra gick till förlängning men då vann Orioles med 2–1 efter 13 inningar. J.J. Hardy slog in den avgörande poängen och Johnson revanscherade sig med en save. I den femte och avgörande matchen var dock Yankees pitcher CC Sabathia för bra och Orioles förlorade med 1–3.
Orioles var nära att gå till slutspel även 2013, men dåligt spel den sista månaden satte stopp för detta. I motsats till året innan förlorade klubben många jämna matcher och avbytarna i bullpen pitchade sämre. Defensivt spelade man dock sensationellt bra och satte MLB-rekord i lägst antal errors (54), högst fielding % (0,991) och flest matcher utan en error (119). Precis i anslutning till säsongsavslutningen avled minoritetsdelägaren Tom Clancy.
Klubben tog 2014 sin första divisionsseger sedan 1997 efter 96 vinster och 66 förluster, och i slutspelet slog man först ut Detroit Tigers i ALDS med 3–0 i matcher. Man åkte dock ut i ALCS mot överraskningen Kansas City Royals med 0–4 i matcher. Året efter vann man lika många matcher som man förlorade (81-81), men det många kommer ihåg är att Orioles i slutet av april spelade en hemmamatch helt utan publik, vilket var första gången i MLB:s historia. Orsaken var omfattande oroligheter i staden efter att en afroamerikansk man avlidit efter att ha gripits av polis.
Orioles tog en wild card-plats i slutspelet 2016, men förlorade i ALWC borta mot Toronto Blue Jays.

#### Bottennapp
Orioles genomled 2018 klubbens värsta säsong dittills, sett till antalet förluster, med bara 47 vinster och hela 115 förluster. Detta ledde till att tränaren Showalter och sportchefen Dan Duquette inte fick förnyat förtroende. Som ny tränare anställdes Brandon Hyde. Året efter gick det marginellt bättre med 54 vinster och 108 förluster, näst sämsta säsongen sedan flytten till Baltimore, och under den säsongen lyckades Orioles med "bedriften" att inte vinna alla matcher i någon av säsongens matchserier. Man förlorade alltså minst en match i varje matchserie. 2020 års säsong blev kraftigt förkortad på grund av coronaviruspandemin, men 2021 spelades ett fullständigt spelschema igen och Orioles hade ännu en hemsk säsong med 52 vinster och 110 förluster.

## Spelartrupp

### Aktiva
| Nr | Land                    | Pos | Namn            |
| -- | ----------------------- | --- | --------------- |
| 28 | USA                     | P   | Jordan Lyles    |
| 34 | USA                     | P   | Joey Krehbiel   |
| 43 | USA                     | P   | Bryan Baker     |
| 45 | USA                     | P   | Keegan Akin     |
| 51 | USA                     | P   | Austin Voth     |
| 55 | USA                     | P   | Dillon Tate     |
| 56 | USA                     | P   | Kyle Bradish    |
| 58 | Kuba                    | P   | Cionel Pérez    |
| 60 | USA                     | P   | Louis Head      |
| 64 | Israel                  | P   | Dean Kremer     |
| 74 | Dominikanska republiken | P   | Félix Bautista  |
| 79 | USA                     | P   | Nick Vespi      |
| 80 | USA                     | P   | Spenser Watkins |

| Nr | Land                    | Pos | Namn              |
| -- | ----------------------- | --- | ----------------- |
| 23 | Venezuela               | C   | Robinson Chirinos |
| 35 | USA                     | C   | Adley Rutschman   |
| 3  | Dominikanska republiken | INF | Jorge Mateo       |
| 6  | USA                     | INF | Ryan Mountcastle  |
| 12 | Venezuela               | INF | Rougned Odor      |
| 29 | Mexiko                  | INF | Ramón Urías       |
| 41 | USA                     | INF | Tyler Nevin       |
| 77 | USA                     | INF | Terrin Vavra      |
| 21 | USA                     | OF  | Austin Hays       |
| 25 | Venezuela               | OF  | Anthony Santander |
| 26 | USA                     | OF  | Ryan McKenna      |
| 31 | USA                     | OF  | Cedric Mullins    |
| 83 | USA                     | OF  | Kyle Stowers      |

### Skadade
| Nr | Land       | Pos | Namn            |
| -- | ---------- | --- | --------------- |
| 39 | USA        | P   | Chris Ellis     |
| 47 | USA        | P   | John Means      |
| 52 | Australien | P   | Alexander Wells |

| Nr | Land | Pos | Namn             |
| -- | ---- | --- | ---------------- |
| 54 | USA  | P   | Travis Lakins Sr |
| 68 | USA  | P   | Tyler Wells      |

## Resultat
I tabellen visas klubbens resultat i grundserien och slutspelet år för år sedan den blev en major league-klubb 1901.
Förklaring:

- MLB = Milwaukee Brewers
- SLB = St. Louis Browns
- BAL = Baltimore Orioles
- AL = American League
- WS = World Series
- ALCS = American League Championship Series
- ALDS = American League Division Series
- ALWC = American League Wild Card Game
- = Vann ligan och World Series (fr.o.m. 1903)
- = Vann ligan men inte World Series
- DIV = Vann divisionen (fr.o.m. 1969)
- WC = Gick till slutspel som wild card (fr.o.m. 1995)

| År   | Namn   | Liga | Div. | M   | V   | F   | O | Vinstandel | Plac.     | Slutspel                              |
| ---- | ------ | ---- | ---- | --- | --- | --- | - | ---------- | --------- | ------------------------------------- |
| 1901 | MLB    | AL   | -    | 139 | 48  | 89  | 2 | 0,350      | 8:a av 8  |                                       |
| 1902 | SLB    | AL   | -    | 140 | 78  | 58  | 4 | 0,574      | 2:a av 8  |                                       |
| 1903 | SLB    | AL   | -    | 139 | 65  | 74  | 0 | 0,468      | 6:a av 8  |                                       |
| 1904 | SLB    | AL   | -    | 156 | 65  | 87  | 4 | 0,428      | 6:a av 8  |                                       |
| 1905 | SLB    | AL   | -    | 156 | 54  | 99  | 3 | 0,353      | 8:a av 8  |                                       |
| 1906 | SLB    | AL   | -    | 154 | 76  | 73  | 5 | 0,510      | 5:a av 8  |                                       |
| 1907 | SLB    | AL   | -    | 155 | 69  | 83  | 3 | 0,454      | 6:a av 8  |                                       |
| 1908 | SLB    | AL   | -    | 155 | 83  | 69  | 3 | 0,546      | 4:a av 8  |                                       |
| 1909 | SLB    | AL   | -    | 154 | 61  | 89  | 4 | 0,407      | 7:a av 8  |                                       |
| 1910 | SLB    | AL   | -    | 158 | 47  | 107 | 4 | 0,305      | 8:a av 8  |                                       |
| 1911 | SLB    | AL   | -    | 152 | 45  | 107 | 0 | 0,296      | 8:a av 8  |                                       |
| 1912 | SLB    | AL   | -    | 157 | 53  | 101 | 3 | 0,344      | 7:a av 8  |                                       |
| 1913 | SLB    | AL   | -    | 155 | 57  | 96  | 2 | 0,373      | 8:a av 8  |                                       |
| 1914 | SLB    | AL   | -    | 159 | 71  | 82  | 6 | 0,464      | 5:a av 8  |                                       |
| 1915 | SLB    | AL   | -    | 159 | 63  | 91  | 5 | 0,409      | 6:a av 8  |                                       |
| 1916 | SLB    | AL   | -    | 158 | 79  | 75  | 4 | 0,513      | 5:a av 8  |                                       |
| 1917 | SLB    | AL   | -    | 155 | 57  | 97  | 1 | 0,370      | 7:a av 8  |                                       |
| 1918 | SLB    | AL   | -    | 123 | 58  | 64  | 1 | 0,475      | 5:a av 8  |                                       |
| 1919 | SLB    | AL   | -    | 140 | 67  | 72  | 1 | 0,482      | 5:a av 8  |                                       |
| 1920 | SLB    | AL   | -    | 154 | 76  | 77  | 1 | 0,497      | 4:a av 8  |                                       |
| 1921 | SLB    | AL   | -    | 154 | 81  | 73  | 0 | 0,526      | 3:a av 8  |                                       |
| 1922 | SLB    | AL   | -    | 154 | 93  | 61  | 0 | 0,604      | 2:a av 8  |                                       |
| 1923 | SLB    | AL   | -    | 154 | 74  | 78  | 2 | 0,487      | 5:a av 8  |                                       |
| 1924 | SLB    | AL   | -    | 153 | 74  | 78  | 1 | 0,487      | 4:a av 8  |                                       |
| 1925 | SLB    | AL   | -    | 154 | 82  | 71  | 1 | 0,536      | 3:a av 8  |                                       |
| 1926 | SLB    | AL   | -    | 155 | 62  | 92  | 1 | 0,403      | 7:a av 8  |                                       |
| 1927 | SLB    | AL   | -    | 155 | 59  | 94  | 2 | 0,386      | 7:a av 8  |                                       |
| 1928 | SLB    | AL   | -    | 154 | 82  | 72  | 0 | 0,532      | 3:a av 8  |                                       |
| 1929 | SLB    | AL   | -    | 154 | 79  | 73  | 2 | 0,520      | 4:a av 8  |                                       |
| 1930 | SLB    | AL   | -    | 154 | 64  | 90  | 0 | 0,416      | 6:a av 8  |                                       |
| 1931 | SLB    | AL   | -    | 154 | 63  | 91  | 0 | 0,409      | 5:a av 8  |                                       |
| 1932 | SLB    | AL   | -    | 154 | 63  | 91  | 0 | 0,409      | 6:a av 8  |                                       |
| 1933 | SLB    | AL   | -    | 153 | 55  | 96  | 2 | 0,364      | 8:a av 8  |                                       |
| 1934 | SLB    | AL   | -    | 154 | 67  | 85  | 2 | 0,441      | 6:a av 8  |                                       |
| 1935 | SLB    | AL   | -    | 155 | 65  | 87  | 3 | 0,428      | 7:a av 8  |                                       |
| 1936 | SLB    | AL   | -    | 155 | 57  | 95  | 3 | 0,375      | 7:a av 8  |                                       |
| 1937 | SLB    | AL   | -    | 156 | 46  | 108 | 2 | 0,299      | 8:a av 8  |                                       |
| 1938 | SLB    | AL   | -    | 156 | 55  | 97  | 4 | 0,362      | 7:a av 8  |                                       |
| 1939 | SLB    | AL   | -    | 156 | 43  | 111 | 2 | 0,279      | 8:a av 8  |                                       |
| 1940 | SLB    | AL   | -    | 156 | 67  | 87  | 2 | 0,435      | 6:a av 8  |                                       |
| 1941 | SLB    | AL   | -    | 157 | 70  | 84  | 3 | 0,455      | 6:a av 8  |                                       |
| 1942 | SLB    | AL   | -    | 151 | 82  | 69  | 0 | 0,543      | 3:a av 8  |                                       |
| 1943 | SLB    | AL   | -    | 153 | 72  | 80  | 1 | 0,474      | 6:a av 8  |                                       |
| 1944 | SLB    | AL   | -    | 154 | 89  | 65  | 0 | 0,578      | 1:a av 8  | WS: 2–4 mot STL                       |
| 1945 | SLB    | AL   | -    | 154 | 81  | 70  | 3 | 0,536      | 3:a av 8  |                                       |
| 1946 | SLB    | AL   | -    | 156 | 66  | 88  | 2 | 0,429      | 7:a av 8  |                                       |
| 1947 | SLB    | AL   | -    | 154 | 59  | 95  | 0 | 0,383      | 8:a av 8  |                                       |
| 1948 | SLB    | AL   | -    | 155 | 59  | 94  | 2 | 0,386      | 6:a av 8  |                                       |
| 1949 | SLB    | AL   | -    | 155 | 53  | 101 | 1 | 0,344      | 7:a av 8  |                                       |
| 1950 | SLB    | AL   | -    | 154 | 58  | 96  | 0 | 0,377      | 7:a av 8  |                                       |
| 1951 | SLB    | AL   | -    | 154 | 52  | 102 | 0 | 0,338      | 8:a av 8  |                                       |
| 1952 | SLB    | AL   | -    | 155 | 64  | 90  | 1 | 0,416      | 7:a av 8  |                                       |
| 1953 | SLB    | AL   | -    | 154 | 54  | 100 | 0 | 0,351      | 8:a av 8  |                                       |
| 1954 | BAL    | AL   | -    | 154 | 54  | 100 | 0 | 0,351      | 7:a av 8  |                                       |
| 1955 | BAL    | AL   | -    | 156 | 57  | 97  | 2 | 0,370      | 7:a av 8  |                                       |
| 1956 | BAL    | AL   | -    | 154 | 69  | 85  | 0 | 0,448      | 6:a av 8  |                                       |
| 1957 | BAL    | AL   | -    | 154 | 76  | 76  | 2 | 0,500      | 5:a av 8  |                                       |
| 1958 | BAL    | AL   | -    | 154 | 74  | 79  | 1 | 0,484      | 6:a av 8  |                                       |
| 1959 | BAL    | AL   | -    | 155 | 74  | 80  | 1 | 0,481      | 6:a av 8  |                                       |
| 1960 | BAL    | AL   | -    | 154 | 89  | 65  | 0 | 0,578      | 2:a av 8  |                                       |
| 1961 | BAL    | AL   | -    | 163 | 95  | 67  | 1 | 0,586      | 3:a av 10 |                                       |
| 1962 | BAL    | AL   | -    | 162 | 77  | 85  | 0 | 0,475      | 7:a av 10 |                                       |
| 1963 | BAL    | AL   | -    | 162 | 86  | 76  | 0 | 0,531      | 4:a av 10 |                                       |
| 1964 | BAL    | AL   | -    | 163 | 97  | 65  | 1 | 0,599      | 3:a av 10 |                                       |
| 1965 | BAL    | AL   | -    | 162 | 94  | 68  | 0 | 0,580      | 3:a av 10 |                                       |
| 1966 | BAL    | AL   | -    | 160 | 97  | 63  | 0 | 0,606      | 1:a av 10 | WS: 4–0 mot LAD                       |
| 1967 | BAL    | AL   | -    | 161 | 76  | 85  | 0 | 0,472      | 6:a av 10 |                                       |
| 1968 | BAL    | AL   | -    | 162 | 91  | 71  | 0 | 0,562      | 2:a av 10 |                                       |
| 1969 | BALDIV | AL   | East | 162 | 109 | 53  | 0 | 0,673      | 1:a av 6  | ALCS: 3–0 mot MIN → WS: 1–4 mot NYM   |
| 1970 | BALDIV | AL   | East | 162 | 108 | 54  | 0 | 0,667      | 1:a av 6  | ALCS: 3–0 mot MIN → WS: 4–1 mot CIN   |
| 1971 | BALDIV | AL   | East | 158 | 101 | 57  | 0 | 0,639      | 1:a av 6  | ALCS: 3–0 mot OAK → WS: 3–4 mot PIT   |
| 1972 | BAL    | AL   | East | 154 | 80  | 74  | 0 | 0,519      | 3:a av 6  |                                       |
| 1973 | BALDIV | AL   | East | 162 | 97  | 65  | 0 | 0,599      | 1:a av 6  | ALCS: 2–3 mot OAK                     |
| 1974 | BALDIV | AL   | East | 162 | 91  | 71  | 0 | 0,562      | 1:a av 6  | ALCS: 1–3 mot OAK                     |
| 1975 | BAL    | AL   | East | 159 | 90  | 69  | 0 | 0,566      | 2:a av 6  |                                       |
| 1976 | BAL    | AL   | East | 162 | 88  | 74  | 0 | 0,543      | 2:a av 6  |                                       |
| 1977 | BAL    | AL   | East | 161 | 97  | 64  | 0 | 0,602      | 2:a av 7  |                                       |
| 1978 | BAL    | AL   | East | 161 | 90  | 71  | 0 | 0,559      | 4:a av 7  |                                       |
| 1979 | BALDIV | AL   | East | 159 | 102 | 57  | 0 | 0,642      | 1:a av 7  | ALCS: 3–1 mot CAL → WS: 3–4 mot PIT   |
| 1980 | BAL    | AL   | East | 162 | 100 | 62  | 0 | 0,617      | 2:a av 7  |                                       |
| 1981 | BAL    | AL   | East | 105 | 59  | 46  | 0 | 0,562      | 2:a av 7  |                                       |
| 1982 | BAL    | AL   | East | 163 | 94  | 68  | 1 | 0,580      | 2:a av 7  |                                       |
| 1983 | BALDIV | AL   | East | 162 | 98  | 64  | 0 | 0,605      | 1:a av 7  | ALCS: 3–1 mot CHW → WS: 4–1 mot PHI   |
| 1984 | BAL    | AL   | East | 162 | 85  | 77  | 0 | 0,525      | 5:a av 7  |                                       |
| 1985 | BAL    | AL   | East | 161 | 83  | 78  | 0 | 0,516      | 4:a av 7  |                                       |
| 1986 | BAL    | AL   | East | 162 | 73  | 89  | 0 | 0,451      | 7:a av 7  |                                       |
| 1987 | BAL    | AL   | East | 162 | 67  | 95  | 0 | 0,414      | 6:a av 7  |                                       |
| 1988 | BAL    | AL   | East | 161 | 54  | 107 | 0 | 0,335      | 7:a av 7  |                                       |
| 1989 | BAL    | AL   | East | 162 | 87  | 75  | 0 | 0,537      | 2:a av 7  |                                       |
| 1990 | BAL    | AL   | East | 161 | 76  | 85  | 0 | 0,472      | 5:a av 7  |                                       |
| 1991 | BAL    | AL   | East | 162 | 67  | 95  | 0 | 0,414      | 6:a av 7  |                                       |
| 1992 | BAL    | AL   | East | 162 | 89  | 73  | 0 | 0,549      | 3:a av 7  |                                       |
| 1993 | BAL    | AL   | East | 162 | 85  | 77  | 0 | 0,525      | 3:a av 7  |                                       |
| 1994 | BAL    | AL   | East | 112 | 63  | 49  | 0 | 0,563      | 2:a av 5  |                                       |
| 1995 | BAL    | AL   | East | 144 | 71  | 73  | 0 | 0,493      | 3:a av 5  |                                       |
| 1996 | BALWC  | AL   | East | 163 | 88  | 74  | 1 | 0,543      | 2:a av 5  | ALDS: 3–1 mot CLE → ALCS: 1–4 mot NYY |
| 1997 | BALDIV | AL   | East | 162 | 98  | 64  | 0 | 0,605      | 1:a av 5  | ALDS: 3–1 mot SEA → ALCS: 2–4 mot CLE |
| 1998 | BAL    | AL   | East | 162 | 79  | 83  | 0 | 0,488      | 4:a av 5  |                                       |
| 1999 | BAL    | AL   | East | 162 | 78  | 84  | 0 | 0,481      | 4:a av 5  |                                       |
| 2000 | BAL    | AL   | East | 162 | 74  | 88  | 0 | 0,457      | 4:a av 5  |                                       |
| 2001 | BAL    | AL   | East | 162 | 63  | 98  | 1 | 0,391      | 4:a av 5  |                                       |
| 2002 | BAL    | AL   | East | 162 | 67  | 95  | 0 | 0,414      | 4:a av 5  |                                       |
| 2003 | BAL    | AL   | East | 163 | 71  | 91  | 1 | 0,438      | 4:a av 5  |                                       |
| 2004 | BAL    | AL   | East | 162 | 78  | 84  | 0 | 0,481      | 3:a av 5  |                                       |
| 2005 | BAL    | AL   | East | 162 | 74  | 88  | 0 | 0,457      | 4:a av 5  |                                       |
| 2006 | BAL    | AL   | East | 162 | 70  | 92  | 0 | 0,432      | 4:a av 5  |                                       |
| 2007 | BAL    | AL   | East | 162 | 69  | 93  | 0 | 0,426      | 4:a av 5  |                                       |
| 2008 | BAL    | AL   | East | 161 | 68  | 93  | 0 | 0,422      | 5:a av 5  |                                       |
| 2009 | BAL    | AL   | East | 162 | 64  | 98  | 0 | 0,395      | 5:a av 5  |                                       |
| 2010 | BAL    | AL   | East | 162 | 66  | 96  | 0 | 0,407      | 5:a av 5  |                                       |
| 2011 | BAL    | AL   | East | 162 | 69  | 93  | 0 | 0,426      | 5:a av 5  |                                       |
| 2012 | BALWC  | AL   | East | 162 | 93  | 69  | 0 | 0,574      | 2:a av 5  | ALWC: 1–0 mot TEX → ALDS: 2–3 mot NYY |
| 2013 | BAL    | AL   | East | 162 | 85  | 77  | 0 | 0,525      | 3:a av 5  |                                       |
| 2014 | BALDIV | AL   | East | 162 | 96  | 66  | 0 | 0,593      | 1:a av 5  | ALDS: 3–0 mot DET → ALCS: 0–4 mot KCR |
| 2015 | BAL    | AL   | East | 162 | 81  | 81  | 0 | 0,500      | 3:a av 5  |                                       |
| 2016 | BALWC  | AL   | East | 162 | 89  | 73  | 0 | 0,549      | 2:a av 5  | ALWC: 0–1 mot TOR                     |
| 2017 | BAL    | AL   | East | 162 | 75  | 87  | 0 | 0,463      | 5:a av 5  |                                       |
| 2018 | BAL    | AL   | East | 162 | 47  | 115 | 0 | 0,290      | 5:a av 5  |                                       |
| 2019 | BAL    | AL   | East | 162 | 54  | 108 | 0 | 0,333      | 5:a av 5  |                                       |
| 2020 | BAL    | AL   | East | 60  | 25  | 35  | 0 | 0,417      | 4:a av 5  |                                       |
| 2021 | BAL    | AL   | East | 162 | 52  | 110 | 0 | 0,321      | 5:a av 5  |                                       |

## Klubbrekord
Här listas några viktiga klubbrekord i grundserien till och med 2021:

### Slagmän
| Kategori       | Rekord | Slagman       |
| -------------- | ------ | ------------- |
| Matcher        | 3 001  | Cal Ripken Jr |
| Poäng          | 1 647  | Cal Ripken Jr |
| Hits           | 3 184  | Cal Ripken Jr |
| Homeruns       | 431    | Cal Ripken Jr |
| RBI:s          | 1 695  | Cal Ripken Jr |
| Slaggenomsnitt | 0,362  | Heinie Manush |
| On-base %      | 0,404  | Goose Goslin  |
| Slugging %     | 0,558  | Ken Williams  |
| Stulna baser   | 351    | George Sisler |

| Kategori       | Rekord | Slagman       | Säsong |
| -------------- | ------ | ------------- | ------ |
| Poäng          | 145    | Harlond Clift | 1936   |
| Hits           | 257    | George Sisler | 1920   |
| Homeruns       | 53     | Chris Davis   | 2013   |
| RBI:s          | 155    | Ken Williams  | 1922   |
| Slaggenomsnitt | 0,420  | George Sisler | 1922   |
| On-base %      | 0,467  | George Sisler | 1922   |
| Slugging %     | 0,646  | Jim Gentile   | 1961   |
| Stulna baser   | 57     | Luis Aparicio | 1964   |

### Pitchers
| Kategori                        | Rekord  | Pitcher      |
| ------------------------------- | ------- | ------------ |
| Matcher                         | 558     | Jim Palmer   |
| Innings pitched                 | 3 948,0 | Jim Palmer   |
| Vinster                         | 268     | Jim Palmer   |
| Complete games                  | 211     | Jim Palmer   |
| Shutouts                        | 53      | Jim Palmer   |
| Saves                           | 160     | Gregg Olson  |
| Earned run average              | 2,06    | Harry Howell |
| Strikeouts                      | 2 212   | Jim Palmer   |
| Walks + hits per inning pitched | 1,01    | Dick Hall    |

| Kategori                        | Rekord | Pitcher       | Säsong |
| ------------------------------- | ------ | ------------- | ------ |
| Matcher                         | 81     | Jamie Walker  | 2007   |
| Innings pitched                 | 348,0  | Urban Shocker | 1922   |
| Vinster                         | 27     | Urban Shocker | 1921   |
| Complete games                  | 36     | Jack Powell   | 1902   |
| Shutouts                        | 10     | Jim Palmer    | 1975   |
| Saves                           | 51     | Jim Johnson   | 2012   |
| Earned run average              | 1,59   | Barney Pelty  | 1906   |
| Strikeouts                      | 232    | Rube Waddell  | 1908   |
| Walks + hits per inning pitched | 0,84   | Dave McNally  | 1968   |

## Individuella pristagare
Här listas de spelare och tränare i klubben som vunnit MVP Award, priset till ligans mest värdefulla spelare, Cy Young Award, priset till ligans bästa pitcher, Rookie of the Year Award, priset till ligans bästa nykomling, och Manager of the Year Award, priset till ligans bästa tränare, till och med 2021:
| Källa: - George Sisler (1922) - Brooks Robinson (1964) - Frank Robinson (1966) - Boog Powell (1970) - Cal Ripken Jr (1983) - Cal Ripken Jr (1991) 1. | Källa: - Mike Cuellar (1969) - Jim Palmer (1973) - Jim Palmer (1975) - Jim Palmer (1976) - Mike Flanagan (1979) - Steve Stone (1980) | Källa: - Roy Sievers (1949) - Ron Hansen (1960) - Curt Blefary (1965) - Al Bumbry (1973) - Eddie Murray (1977) - Cal Ripken Jr (1982) - Gregg Olson (1989) | Källa: - Frank Robinson (1989) - Davey Johnson (1997) - Buck Showalter (2014) |